# Да Мата, Марселину
Марселину да Мата (порт. Marcelino da Mata; 7 мая 1940, Понти-Нова, Португальская Гвинея — 11 февраля 2021, Синтра, Португалия) — португальский военачальник гвинейского происхождения, подполковник, активный участник колониальной войны в Португальской Гвинее. Командовал подразделениями коммандос. Был удостоен ряда наград, считается одним из самых заслуженных офицеров португальской армии. Убеждённый португальский национал-патриот, известен правыми антикоммунистическими взглядами. После Португальской революции был арестован, подвергнут пыткам и вынужден эмигрировать. Возвратился в Португалию при изменении политической ситуации. Состоял в ветеранской организации коммандос.

## Поступление на португальскую службу
Родился в крестьянской семье народности пепель. Мартиньо да Мата, отец Марселину, вскоре перебрался в Бразилию, но семья осталась в Португальской Гвинее. Начальное образование Марселину получил в сельской школе, среднее — в частной школе Бисау. После учёбы возвратился в Понте-Нова.
В 1959 брат Марселину был призван на службу в контингент португальских колониальных войск. Вместо него явился Марселину да Мата. Призывная комиссия посчитала его годным к военной службе. 3 января 1960 Марселину да Мата стал военнослужащим португальской армии.

## Португальский коммандос

### Командир спецназа
В 1963 началась война за независимость Гвинеи-Бисау. Марселину да Мата служил в сухопутных войсках, затем прошёл девятимесячную спецподготовку для службы в спецподразделениях коммандос. Воевал против марксистского повстанческого движения ПАИГК.
Марселину да Мата отлично зарекомендовал себя в боях, участвовал в 2412 операциях португальского спецназа. Руководимые им спецоперации против ПАИГК отличались жёсткостью, дерзостью и эффективностью. Да Мата предпочитал точечные удары, внезапные рейды с разгромом партизанских баз. Под командованием Гильерме Алпоина Калвана Марселину да Мата участвовал в операции Mar Verde — Зелёное море — рейде в Гвинею с целью освобождения португальских пленных, уничтожения инфраструктуры ПАИГК и нанесения удара по режиму Секу Туре. Был награждён пятью военными крестами (три — 1-й степени, один — 2-й, один — 3-й) и орденом Башни и Меча — наибольший набор наград в истории португальской армии.
При жёсткости к противнику для Марселину да Маты было характерно бережное отношение к мирным жителям и подчинённым бойцам. На этой почве у него возникали конфликты с капитаном Калваном и генералом Спинолой.
К 1974 Марселину да Мата имел офицерское звание капитана. Являлся главнокомандующим Comandos Africanos — чернокожих бойцов португальского спецназа:

Все коммандос и полиция повиновались моим приказам.

Марселину да Мата

### Политические взгляды
Политически Марселину да Мата придерживался правых взглядов, позиционировался как патриот Португалии и сторонник концепции «единого лузитанского мира». Был сторонником создания федерации португалоязычных стран на трёх континентах.

Я никогда не предавал свою португальскую национальность. Одно животное из Внутренней администрации заявило мне: «Ты был колонизирован»… Я ответил, что я не был колонизирован. Мои предки были, а я родился португальцем.

Марселину да Мата

Среди руководителей ПАИГК было много кабовердиануш — выходцев с островов Зелёного Мыса, к которым неприязненно относились жители континентальной части Португальской Гвинеи. Эту неприязнь разделял Марселину да Мата. ПАИГК представлялась ему орудием кабовердиануш, и этим поначалу определялась его враждебность к марксизму и коммунизму. Впоследствии Марселину да Мата осознанно стал убеждённым антикоммунистом. Войну ПАИГК против Португалии он считал не борьбой за независимость, а исполнением плана захвата Африки Советским Союзом.

## Послереволюционные преследования
25 апреля 1974 португальская Революция гвоздик свергла правоавторитарный режим Нового государства. Революционные власти приступили к процессу деколонизации. Военные действия в португальских колониях прекратились. Марселину да Мата был отправлен в Лиссабон и назначен командиром роты в полку коммандос.
В Португалии Марселину да Мата был известен не только своей ролью в войне, но и своими политическими взглядами. Новые власти воспринимали его как непримиримого политического противника. Со своей стороны, да Мата считал их политику предательской. Прежде всего он не мог простить гибели нескольких тысяч гвинейцев, казнённых ПАИГК после прихода к власти. Среди погибших, подчёркивал да Мата, были солдаты, сражавшиеся за Португалию и брошенные революцией на произвол судьбы. Помимо прочего, он был оскорблён тем, что воспринимался как «реторнадуш» либо «иностранный наёмник салазаровского режима», что ему приходилось просить о предоставлении португальского гражданства.
11 марта 1975 правые военные во главе со Спинолой предприняли попытку вооружённого мятежа. Выступление было подавлено. Марселину да Мата не имел к нему отношения, однако военно-политическая репутация предопределила арест. Командир коммандос Жайме Невиш — лично симпатизировавший да Мате — сообщил ему о необходимости явиться в тюрьму Кашиас. Два месяца Марселину да Мата провёл в тюремной камере.
18 мая Марселину да Мата был освобождён. Однако уже 19 мая вновь арестован и доставлен в расположение 1-го артиллерийского полка, находившегося под влиянием Португальской компартии. Ему предъявили подозрение в причастности к ультраправой террористической организации Армия освобождения Португалии. Допрос да Маты вели капитан Рибейру ди Фонсека, капитан Мануэл Киньонеш, подполковник Лиал ди Алмейда (недавний сослуживец по Гвинее) и капитан-лейтенант Жуан ди Кошта Шавьер — известные своими ультралевыми и радикально-коммунистическими позициями. Они подвергли да Мату жесточайшим пыткам и избиениям, применяли электроток и железные прутья. Особо отмечалось, что эти «антифашисты» оскорбляли африканца расистскими кличками. Совершённое с Марселину да Матой рассматривается как жестокий и позорный эпизод, компрометирующий Революцию гвоздик. Марселину да Мата публично обещал отомстить своим истязателям. С тех пор ему не удавалось застать их в Португалии.
Пять месяцев Марселину да Мата снова провёл в тюрьме Кашиас. Был освобождён 15 октября с перспективой депортации в Гвинею-Бисау, где его явно ждал расстрел. В тот же день да Мата тайно бежал из дома (спустившись по верёвке со второго этажа), на такси добрался до Бенфики, там занял денег у знакомого, уехал в Коимбру и оттуда — через границу в Испанию.
В эмиграции Марселину да Мата жил в Мадриде, работал водителем грузовика, занимался развозом кока-колы. Контактировал с правыми эмигрантскими кругами, в том числе с Алпоином Калваном, но в деятельности Демократического движения за освобождение Португалии непосредственно не участвовал.

## Возвращение в Португалию
25 ноября 1975 в Португалии произошло решающее военно-политическое столкновение. Правые силы и социалисты одержали победу над блоком коммунистов и ультралевых. Политическая обстановка в стране радикально изменилась. После этого Марселину да Мата смог вернуться в Португалию.
Дело о незаконном аресте и пытках Марселину да Мату в мае 1975 года рассматривалось специальной комиссией. Однако её материалы не были преданы гласности, поскольку сильно компрометировали левые политические силы и революцию в целом. Участники допроса и пыток не были привлечены к ответственности.
Марселину да Мата продолжал военную службу в лиссабонском полку коммандос. Уволен в запас в 1980. Из-за поздно оформленного гражданства ему была назначена пониженная военная пенсия. Работал охранником в школах и магазинах.
Чтобы обеспечить большую семью, в 1993 Марселину да Мата завербовался инструктором в ангольскую армию, которая вела гражданскую войну против повстанческого движения УНИТА. Планировал и осуществлял успешные военные операции. Однако ангольское командование вынуждено было расторгнуть контракт с да Матой после того, как отношения с ним стали достоянием гласности. Проблема заключалась в том, что правящая в Анголе МПЛА в годы колониальной войны являлась союзником ПАИГК, и пользование услугами да Маты выглядело беспринципно.
В 1995 Марселину да Мата получил звание подполковника португальской армии в отставке. Состоял в ветеранской организации португальских коммандос, активно участвовал в её мероприятиях. Публично высказывал сожаление в связи с тем, что новые поколения португальцев не помнят героических страниц военной истории, не интересуются политикой, не заботятся о национальном развитии.
Именовался «чёрным рыцарем Португальской империи». В частных отзывах звучала фраза: «Рэмбо перед ним ребёнок».

## Семья
Марселину да Мата был женат три раза, имел 14 детей. Первая и вторая его жёны, брат и сестра были убиты во время войны боевиками ПАИГК. Члены семьи да Мата преследовались в Гвинее-Бисау весь период правления Луиша Кабрала, но после его отстранения от власти преследования прекратились. Однако сам Марселину да Мата не имел возможности посещать страну. Дважды — в 1976 и 1985 — он нелегально пробирался в Гвинею-Бисау и встречался со своей матерью Марселиной Ваз да Мата.
Окончательно вернувшись в Португалию, Марселину да Мата проживал с семьёй в Синтре. Дружил с Криштиану Роналду.

## Кончина и память
Скончался Марселину да Мата 11 февраля 2021 года в больнице Синтры в возрасте 80 лет. Причиной смерти стал COVID-19.
Соболезнования родным и друзьям выразил генеральный штаб вооружённых сил Португалии. Начальник генштаба адмирал Антониу Силва Рибейру назвал Марселину да Мата «великим человеком и выдающимся военным, с честью и славой служившим Португалии». Лидер правой партии СДЦ—НП Франсишку Родригеш душ Сантуш призвал объявить национальный траур и «воздать честь, которой Португалия не оказывала ему при жизни».